# Eintragungsschein
Der Eintragungsschein ist im deutschen Luftfahrtrecht ein Dokument, welches die Eintragung eines Luftfahrzeuges in die Luftfahrzeugrolle bescheinigt.
Diese Eintragung wird nach LuftVZO §14 (1) bei der Verkehrszulassung von dem Luftfahrt-Bundesamt von Amts wegen vorgenommen.  Dabei wird dem Eigentümer oder dem bevollmächtigten Vertreter der Eintragungsschein erteilt. Der Eintragungsschein ist bei dem Betrieb des Luftfahrzeug mitzuführen.